# Diocese de San Justo
A Diocese de San Justo (em latim: Dioecesis Sancti Iusti) é uma diocese localizada na cidade de San Justo, pertencente á Arquidiocese de Buenos Aires na Argentina. Foi fundada em 18 de julho de 1969 pelo Papa Paulo VI. Com uma população católica de 1.356.166 habitantes, sendo 86,4% da população total, possui 40 paróquias com dados de 2017.

## História
A Diocese de San Justo foi criada em 18 de julho de 1969 pelo Papa Paulo VI com partes da Diocese de Lomas de Zamora e da Diocese de Morón. Em 25 de novembro de 2000 a diocese sofreu uma divisão do qual foi criada a Diocese de Gregorio de Laferrere.

## Lista de bispos
A seguir uma lista de bispos desde a criação da diocese.
|                | Nome                     | Período    | Notas                      |
| Bispos         | Bispos                   | Bispos     | Bispos                     |
| -------------- | ------------------------ | ---------- | -------------------------- |
| 5º             | Eduardo Horacio García   | 2014-atual |                            |
| 4º             | Baldomero Carlos Martini | 2004-2014  |                            |
| 3º             | Jorge Arturo Meinvielle  | 1991-2003  |                            |
| 2º             | Rodolfo Bufano           | 1982-1990  |                            |
| 1º             | Jorge Carlos Carreras    | 1969–1982  |                            |
| Bispo-auxiliar |                          |            |                            |
|                | Damián Santiago Bitar    | 2008-2010  | Nomeado Bispo de Oberá     |
|                | Antonio Federico Gatti   | 1996-1998  |                            |
|                | Rodolfo Bufano           | 1978-1980  | Nomeado Bispo de Chascomús |